# وادسورث (إلينوي)
وادسورث (بالإنجليزية: Wadsworth)‏ هي معلم جغرافي تقع في الولايات المتحدة في إلينوي. يقدر عدد سكانها بـ 3,815 نسمة .

## الموقع الجغرافي
الموقع الجغرافي للمناطق المحيطة بهذه النقطة هو كالتالي: